# Senonges
Senonges é uma comuna francesa na região administrativa do Grande Leste, no departamento de Vosges. Estende-se por uma área de 5.84 km². Em 2010 a comuna tinha 131 habitantes (densidade: 22,4 hab./km²).